# 1196 en santé et médecine
| Années de la santé et de la médecine : 1193 - 1194 - 1195 - 1196 - 1197 - 1198 - 1199    |
| Décennies de la santé et de la médecine : 1160 - 1170 - 1180 - 1190 - 1200 - 1210 - 1220 |

Cet article présente les faits marquants de l'année 1196 en santé et médecine.

## Événements
- Une charte de Guilhem VIII, seigneur de Montpellier, fils de la duchesse Mathilde, libéralise l'enseignement de la médecine dans sa ville[1].
- Fondation à Villamartin, près La Tiendas en Andalousie, d'un hôpital destiné aux lépreux et aux « pauvres du Christ », qui fonctionnera jusqu'au XVIIIe siècle puis sera transféré à Villalcazar de Sirga au royaume de Leon[2].
- Fondation de l'hôpital de Guise, par Adeline, dame du lieu[3].
- Le vicomte Alard et Uda, sa femme, fondent à Nimègue, ville du Saint-Empire, un hôpital qu'ils confient aux frères de Saint-Jean de Jérusalem[4].
- Rédaction des règlements de l'hôpital Saint-Jean de Gand, en Flandre[5].

## Personnalités
- Fl. Geoffroi, médecin, abandonne à l'abbaye cistercienne de Fontmorigny en Nivernais, dans l'actuel département du Cher, ses droits sur le moulin de Haute-Fière[6].
- Fl. Petronus Johannis, qualifié de « medicus » dans un acte concernant la propriété d'un moulin près de Messine en Sicile[7].
- Avant 1196 : fl. Richard, médecin, propriétaire, sans doute à Til-Châtel en Bourgogne[8].
- 1196 au plus tard : fl. Petrus, qualifié de « medicus » dans un acte de donation de Suriana, sa veuve, au chapitre de Santa Maria de Corato, dans les Pouilles, en Italie[7].

## Naissance
- Schem-Tob ben Ishak (mort à une date inconnue), médecin juif catalan, établi à Marseille, auteur d'une traduction en hébreu (1254) du Kitab al-Tasrif d'Aboulcassis sous le titre de Sefer ha-Schimusch[9].